# Velestúr
Velestúr (1254 m n.p.m.) – szczyt w grupie górskiej Gór Kremnickich w Centralnych Karpatach Zachodnich, na Słowacji.

## Położenie
Velestúr leży ok. 3,6 km na południowy wschód od Skałki i ok. 700 m na południe od Złotej Studni. Wyznacza południowy kraniec głównego ciągu tzw. grzbietu Flochovej, który dalej rozgałęzia się na szereg odnóg opadających ku dolinie Hronu.

## Geologia i morfologia
Velestúr, podobnie jak sąsiednia Złota Studnia, jest fragmentem stratowulkanicznej struktury grzbietu Flochovej. Zbudowany jest w większości z andezytów i ich piroklastyki. Rzeźba szczytu jest generalnie dość łagodna, jedynie wierzchołek wieńczy wysoka, potrzaskana wychodnia skalna. Szereg mniejszych skałek znajdziemy na stokach.
Na północy prawie równy grzbiet łączy Velestúr ze wspomnianą Złotą Studnią. Wschodnie zbocza, mocniej rozczłonkowane, opadają stromo ku zamknięciu Doliny Malachowskiej. Grzbiet biegnący na południe łagodnie opada ku przełęczy Trzy Krzyże. W kierunku zachodnim odchodzi szeroki grzbiet, który przez szczyt Smrečník (1249 m n.p.m.) opada ku rozległemu płaskowyżowi Kremnickiego Szczytu (1008 m n.p.m.).

## Turystyka
Przez szczyt, głównym grzbietem pasma, przebiega czerwono znakowany, dalekobieżny szlak turystyczny Cesta hrdinov SNP:
- od północy, z Przełęczy Králickiej 1 godz. 30 min. (z powrotem 1 godz. 15 min.);
- od południa, z przełęczy Trzy Krzyże 20 min. (z powrotem 15 min.).

Od południowego zachodu na szczyt dochodzi szlak żółty   od schroniska Hostinec (20 min., z powrotem 15 min.).